# Młyn w Dąbrówce Małej
Młyn w Dąbrówce Małej – drewniany młyn wodny nad Mrożycą znajdujący się w Dąbrówce Małej w województwie łódzkim, wybudowany w 1948 r.

## Historia miejsca
W XIX w. istniał w tym miejscu folusz oraz sąsiadujący z nim młyn poruszany kołem wodnym nasiębiernym. W okresie I wojny światowej koło zostało zastąpione turbiną wodną oraz wyposażony w walce i nowsze urządzenia czyszczące. Młyn został rozebrany przez Niemców w okresie II wojny światowej.

## Obecny młyn
Obecny młyn został wybudowany w 1948 r. w miejscu po dawnym młynie. Młyn reprezentuje konstrukcję słupowo-ryglową. Jest jednopiętrowy z nadbudówką, oszalowany deskami. Posiada dach dwuspadowy kryty papą. Był poruszany początkowo turbiną wodną, a następnie (od 1957 r.) silnikiem elektrycznym. Był czynny jeszcze w latach 70. Obecnie nieczynny. Znajduje się na terenie Parku Krajobrazowego Wzniesień Łódzkich i jest wymieniany jako jego atrakcja turystyczna. Przy młynie w Dąbrówce Małej przebiega pieszy Szlak po Parku Krajobrazowym Wzniesień Łódzkich.